# The Late Late Show (Ierland)
The Late Late Show is een praatprogramma van de Ierse publieke omroep RTE. Het is het langstlopende nog door dezelfde omroep uitgezonden praatprogramma ter wereld. De eerste uitzending vond plaats op 6 juli 1962. Sinds 2009 is de presentator Ryan Tubridy. Het programma kent een rijke historie van speciale gebeurtenissen en incidenten en droeg bij tot de maatschappelijke vernieuwing in Ierland. Ook maakten diverse thans beroemde Ierse artiesten in dit programma hun debuut op televisie, zoals U2, The Boomtown Rats, Sinéad O'Connor, Boyzone en Hothouse Flowers.

## Presentatoren
- Gay Byrne, 1962–1999
- Pat Kenny, 1999–2009
- Ryan Tubridy, 2009–heden

## Eurosong
Het programma was onder de naam Eurosong van 2006 tot 2015 jaarlijks (met uitzondering van 2008) het podium voor de Ierse nationale finale van het Eurovisiesongfestival. Ook in 2022 wordt de Ierse deelnemer voor het Songfestival via Eurosong gekozen.
In 2006 kwam Brian Kennedy in het programma drie liedjes zingen, waaruit de Ierse inzending werd verkozen. De Ieren kozen voor Every Song Is a Cry for Love. Hiermee werd Ierland 10e. In 2007 werd gekozen voor de band Dervish, die vier liedjes zong. De keuze viel op They Can't Stop the Spring, maar hiermee werd Ierland slechts 24e in de halve finale met vijf punten.
Nadat in 2008 werd gekozen voor een nationale finale met meerdere artiesten in een aparte uitzending, werd de nationale finale in 2009 weer een onderdeel van The Late Late Show. In tegenstelling tot in 2006 en 2007 werd echter elk lied vertolkt door een andere groep of artiest. Sinéad Mulvey en Black Daisy wonnen met het lied Et Cetera. Op het Eurovisiesongfestival in Moskou bereikten ze de elfde plek in de halve finale, net te weinig voor een finaleplaats.
In 2010 werd de nationale finale gewonnen door Niamh Kavanagh, eerder al winnares van het Eurovisiesongfestival 1994. Deze keer kwam ze echter niet verder dan de 23e plek.
De uit de tweeling John en Edward Grimes bestaande pop- en rapgroep Jedward won op 11 februari 2011 tijdens The Late Late Show de nationale Ierse finale voor de selectie voor het Eurovisiesongfestival 2011. Jedward won in het door Ryan Tubridy gepresenteerde programma met 98 punten en twee punten voorsprong op de nummer twee met het nummer Lipstick. Jedward mocht hierdoor Ierland in mei 2011 vertegenwoordigen in Düsseldorf. Daar werd de tweeling achtste. Ook in 2012 won Jedward de nationale finale, alweer tijdens The Late Late Show.